# Caryčanka
Caryčanka (in ucraino Царичанка?; in russo Царичанка?, Caričanka) è un insediamento rurale ucraino (7 105 abitanti) nel distretto di Dnipro, nell'oblast' di Dnipropetrovs'k. Ospita l'amministrazione della comunità territoriale di Caryčanka, una delle comunità territoriali dell'Ucraina
Fino al 18 luglio 2020 Caryčanka è stata il centro amministrativo del distretto di Caryčanka, abolito come parte della riforma amministrativa dell'Ucraina, che ha ridotto a sette il numero dei distretti dell'oblast' di Dnipropetrovs'k. L'area del distretto di Caryčanka è stata fusa nel distretto di Dnipro.
Fino al 26 gennaio 2024 Caryčanka era classificata come insediamento di tipo urbano. Da tale data è entrata in vigore una nuova legge che ha abolito questo status e Caryčanka è stata riclassificata come insediamento rurale.
Nel XIX secolo il villaggio di Caryčanka faceva parte del Caryčanka volost' dell'uezd di Kobeljaky della Governatorato di Poltava.